# Nothobranchius brieni
Nothobranchius brieni – gatunek ryby z rzędu karpieńcokształtnych. Występuje w Demokratycznej Republice Konga. Osiąga rozmiary do 6 cm długości.